# Eurytoma adiacrita
Eurytoma adiacrita is een vliesvleugelig insect uit de familie Eurytomidae. De wetenschappelijke naam is voor het eerst geldig gepubliceerd in 1974 door Grissell.